# NGC 4998
NGC 4998是一个视星等为14.5的哈勃序列螺旋星系，位于猎犬座的北部。距离银河系约4.02 亿光年，直径约有105,000光年，临近NGC 5009星系，它是于1789 年 4 月 26 日，由威廉·赫歇尔用一台18.7英寸的反射型望远镜首次发现的。